# Astroturfing
Astroturfing és la pràctica d'emmascarar els patrocinadors d'un missatge o organització (p. ex., polític, anunciant, relacions públiques o religioses) per fer que una iniciativa, campanya o projecte sembli que s'ha iniciat des de la societat civil, els moviments socials, de base o comunitaris.
És una pràctica que intenta donar credibilitat als projectes i missatges emesos, però sense fer pública l'organització que hi ha al darrere, ni la connexió financera entre aquesta i el grup que inicia la campanya.

## Etimologia
El terme astroturfing és derivat de AstroTurf, una marca de gespa sintètica dissenyada perquè sembli gespa natural, que en anglès es diu "grassroots", terme que es fa servir per a definir moviments socials iniciats des de la societat civil, de manera més o menys espontània. L'ús del concepte astroturfing, aleshores, es fa servir per indicar el moviment ciutadà o social no és pas espontani, sinó que hi ha una campanya orquestrada darrere del projecte, que té la intenció que aquest sembli "natural" i no "artificial" (induït pels interessos dels promotors de la campanya)
El terme "astroturfing" va ser mencionat per primera vegada el 1985 pel llavors senador Lloyd Bentsen (D-Texas) quan va dir: "una persona de Texas coneix la diferència entre la gespa natural (grassroots) i l'AstroTurf... i això és una muntanya de correus "creats". Bentsen va descriure una "muntanya de cartes i cartes" enviada a la seva oficina per promoure interessos en la indústria d'assegurances.

## Definició
En ciència política, és definit com el procés de buscar una victòria electoral que ajuda als polítics a trobar i mobilitzar un públic que simpatitzi amb les seves idees. Es fa servir per a crear idees de consens on no n'hi ha prèviament.
Astroturfing és la creació, promoció i difusió de falsos moviments socials que tenen com a objectiu influenciar l'opinió pública i típicament són finançats per empreses o entitats governamentals amb l'objectiu de crear un estat d'opinió sobre un tema particular.
A Internet, els astroturfers sovint fan servir una identitat falsa. Sovint, un mateix individu opera com diverses persones per a donar la impressió que hi ha un suport generalitzat a les opinions del seu client.
Alguns estudis suggereixen que l'astroturfing pot alterar punts de vista de l'opinió pública i crear prou dubte per inhibir l'acció política. En el primer estudi sistemàtic de astroturfing fet als Estats Units, el professor d'Oxford Philip N. Howard va argumentar que internet feia molt més fàcil per als lobbys i moviments polítics activar petits grups de ciutadans amb l'objectiu que tinguin una exagerada importància en el debat polític públic.